# Les Filles du Mouv'

Les Filles du Mouv’ était une émission de libre antenne diffusée de 2004 à juin 2008 sur la radio française Le Mouv’ du lundi au vendredi, animée par Émilie Mazoyer.
Certaines émissions des Filles du Mouv’ sont aussi rediffusées sur Filles TV sous le nom Émilie et les filles.
Tous les auditeurs pouvaient participer à l'émission de radio. Cette émission prônait le respect des femmes.

## Rubriques de l'émission
- Le Top 5 : Classement de 5 chansons autour d'un thème spécifique.
- Le blind test : Quiz musical où deux candidats doivent deviner l'interprète d'une chanson.
- Histoire de chanson : Récit d'un auditeur lié à une chanson rock ensuite diffusée.
- Les News People de Marianne : Récapitulatif des plus gros potins issus de la presse people française.
- Les News Télé de Chacal Masqué : Récapitulatif des news télé de la semaine, et programmes télé à venir.
- L'horoscope de Strudel : Horoscope hebdomadaire.
- Merci Papi ou Mamie : Remerciement attribué à un ou plusieurs « Papys » ou « Mamys » du rock 'n' roll.
- Le Live : Écoute d'une chanson enregistrée lors d'un concert à la fin de l'émission.